# Bútio-patudo

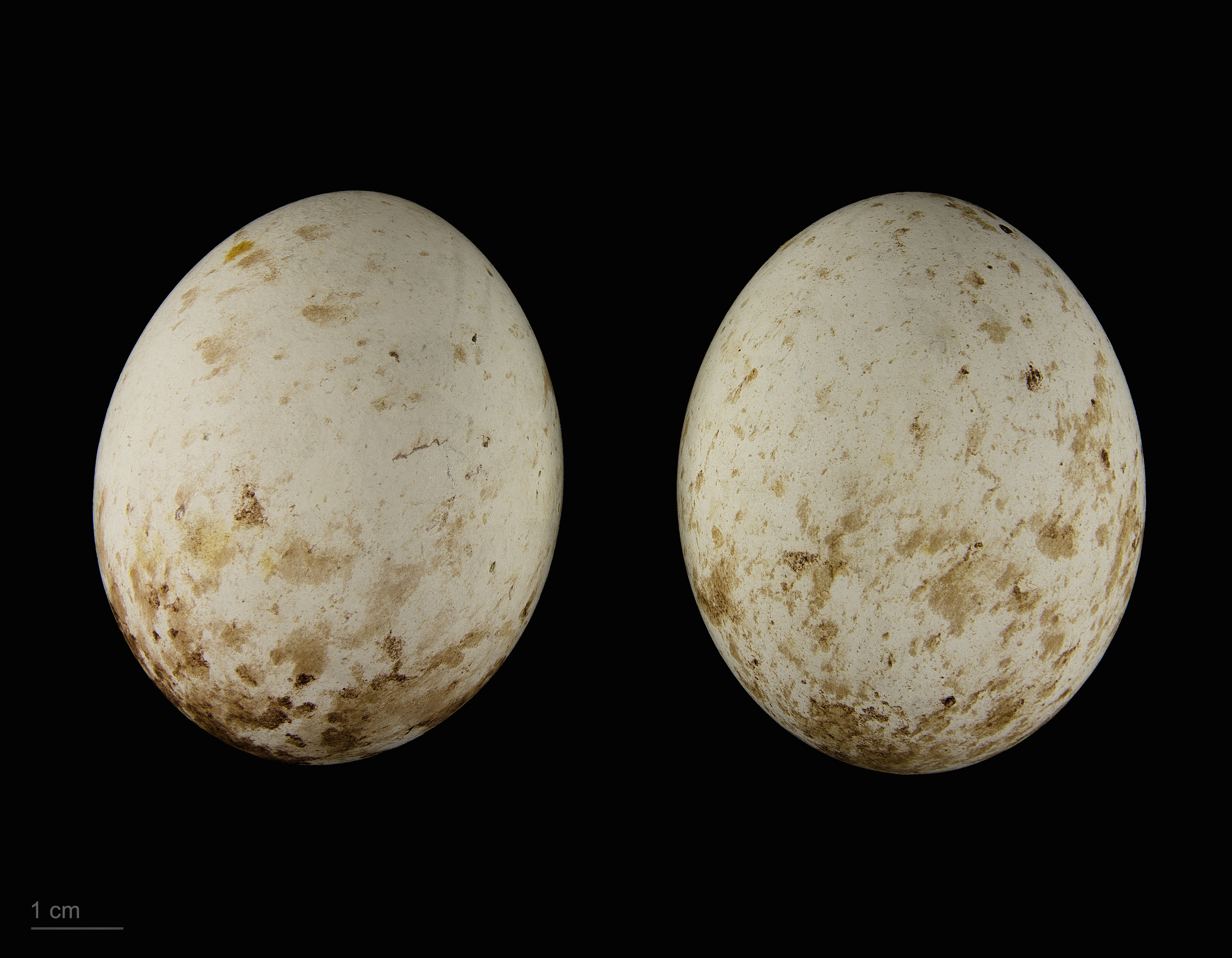
Buteo lagopus - MHNT

O bútio-patudo, também búteo-calçado ou bútio-calçado, (Buteo lagopus) é uma ave pertencente à família Accipitridae.